# Legija (glazbeni sastav)
Legija je bio jedan od prvih hrvatskih heavy metal sastava, koji je djelovao do 2004. godine.

## Povijest sastava
Sastav je osnovan 1985. u Zagrebu, a prvu postavu činili su pjevač i gitarist Enio Vučeta, gitarist Davor Senčar, basist Božidar Tkalec i bubnjar Čedomir Macula. Nakon nastupa po raznim klubovima, 1986. snimaju svoj prvi demoalbum Demoni u noći, a iduće godine prvi studijski album Legija. Nakon toga, sastav je nekoliko puta mijenjao postavu, te 1994. pod Croatia Recordsom objavljuju novi album Do pakla i natrag, s kojeg su najpoznatije pjesme bile "Legija", "Dolaziš s kišom" i "Zauvijek tvoj", obrada pjesme Bostona "More then a feeling". Treći studijski album Postoji samo jedan objavljuju 1997., a posljednji Apokalipsa sutra 2002. godine. U sastavu je svirao jedno vrijeme bubnjar Robert Jurčec - Muha.
Zadnju postavu su činili Enio Vučeta (gitare i vokali), Aleksandar Grebenar (gitare), Tomislav Belošević (bubanj) i Dražen Tomljenović (bas). Sastav se 2004 godine raspao.

## Diskografija
Studijski albumi
- Legija (1987.)
- Do pakla i natrag (1994.)
- Postoji samo jedan (1998.)
- Apokalipsa... sutra (2002.)

Demo uradci
- Demoni u noći (1986.)

## Vanjske poveznice
- Legija Tribute